# Jane Maienschein
Jane Maienschein, née en 1950 dans le Tennessee, est une biologiste et historienne des sciences américaine, professeure et directrice du Center for Biology and Society de l'Arizona State University.

## Formation
Elle a été admise au Massachusetts Institute of Technology, en tant qu'étudiante en première année, puis transférée à l'Université Yale en 1969 où elle est membre de la Manuscript Society (en). En 1972, elle est diplômée avec distinction en histoire, arts et lettres. Elle a ensuite fréquenté l'Université de l'Indiana pour mener ses travaux de doctorat. Son mentor, le Dr Frederick Churchill, s'intéressait à la recherche embryologique historique. Maienschein a reçu une bourse au Smithsonian, pour étudier l'histoire de la microscopie. La National Science Foundation a financé sa thèse. Maienschein s'est impliquée avec le Laboratoire de biologie marine, à Woods Hole, Massachusetts, pour faire des recherches historiques sur l'embryologie, la morphogenèse et la différenciation cellulaire. Maienschein a fait des recherches sur l'histoire et la philosophie de la biologie du développement ainsi que sur les questions entourant la recherche sur les cellules souches et la médecine régénérative. 

## Travaux
Maienschein se concentre sur les contextes social, politique et juridique de la recherche scientifique et est actuellement la directrice du Center for Biology and Society, à l'Arizona State University, qui déclare l'objectif de « promouvoir l'exploration des fondements conceptuels et le développement historique des biosciences et leurs diverses interactions avec la société ». Pour citer le CBS, « Nous nous engageons dans des activités dans de multiples disciplines qui permettent des opportunités de ferment intellectuel et un impact accru en créant des collaborations et des communications en matière de recherche et d'éducation ». Maienschein et son collègue Manfred Laubichler s'intéressent particulièrement à la biologie évolutive du développement. L'École des sciences de la vie a reçu des millions de dollars de l'Institut médical Howard Hughes pour développer le programme de recherche de premier cycle de l'École des sciences de la vie (en) (School of Life Sciences Undergraduate Research, SOLUR). Maienschein a été la première présidente de l'International Society for the History, Philosophy, and Social Studies of Biology (en) en 1989–1991 et a été présidente de la History of Science Society (2008–2009). Elle est directrice de The Embryo Project Encyclopedia, avec le Dr Manfred Laubichler.

## Distinctions
Maienschein est professeure Regents et President's Professor à la School of Life Sciences de l'Université d'État de l'Arizona. En 2000, Maienschein a reçu le prix de l'éducation Joseph H. Hazen de la History of Science Society. 
Maienschein a créé divers projets dont Biology and Society; Bioethics, Policy, and Law; The History and Philosophy of Science; Ecology, Economics, Ethics and Environment; The Embryo Project Encyclopedia ; la série Bioéthique dans les films de l'ASU, Responsible Conduct in Research et les projets d'histoire de la biologie tenus au Laboratoire de biologie marine. Elle est également la première présidente de l'International Society for the History, Philosophy, and Social Studies of Biology (en) (ISHPSSB). 
Maienschein est membre de l'Association for Women in Science (AWIS) et de l'Association américaine pour l'avancement des sciences (AAAS), a siégé pendant deux mandats en tant que membre du conseil d'administration de l'AWIS national à Washington. 
En 2009, Maienschein a présenté dans le cadre des conférences TED, « Stem Cells, Regenerative Medicine and Us ». En novembre 2010, Maienschein a été nommée professeur de l'année 2010 en Arizona par la Fondation Carnegie pour la promotion de l'enseignement et le Council for Advancement and Support of Education (en).

## Publications
Elle a été publiée dans la Stanford Encyclopedia of Philosophy sur « Epigenesis and Preformation ». Maienschein a écrit Whose View of Life?: Embryos, Cloning, and Stem Cells. Maienschein et Manfred Laubichler ont collaboré pour co-écrire: From Embryology to Evo-Devo: A History of Developmental Evolution et Form and Function in Developmental Evolution. 
- Jane Maienschein et Manfred Dietrich Laubichler, From embryology to Evo-Devo : a history of developmental biology, MIT Press, 2007 (ISBN 978-0-262-12283-2), p. 569.
- (en) Jane Jane Maienschein, One Hundred Years Exploring Life, 1888-1988 : The Marine Biological Laboratory at Woods Hole, Boston, Massachusetts, Jones and Bartlett Publishers, 1989 (ISBN 0-86720-120-7, lire en ligne).
- Rainger, Ronald, Keith R. Benson et Jane Maienschein, eds. (1988). The American Development of Biology. Philadelphia: University of Pennsylvania Press.  (ISBN 0-8122-8092-X).
- (en) Jane Maienschein, "Agassiz, Hyatt, Whitman, and the birth of the marine biological laboratory", The Biological Bulletin, Vol.68 (suppl.), 1985.
- Richard Creath et Jane Maienschein, éditeurs.  Biology and Epistemology. Cambridge: Cambridge Univ. Press.
- Jane Maienschein, « H. N. Martin and W. K. Brooks: exemplars for American biology? », American Zoologist, [[Oxford University Press|Oxford University Press]], vol. 27, no 3,‎ 1987 (lire en ligne)